# C4mim
C4mimは、1-n-ブチル-3-メチルイミダゾリウムカチオンの短縮形である。ここで、C4はブチル基を指す。C4mimは、BMIMおよびBumimとも略される。このイミダゾールカチオンを含む塩はイオン液体であり、一般的な例は塩化1-ブチル-3-メチルイミダゾリウム（[C4mim][Cl]）である。
他の例としては、ヘキサフルオロリン酸1-ブチル-3-メチルイミダゾリウム（BMIM-PF6）、テトラフルオロホウ酸1-ブチル-3-メチルイミダゾリウム（[BMIM]BF4）および、磁性イオン液体のテトラクロロ鉄(III)酸1-ブチル-3-メチルイミダゾリウム（C4mim-FeCl4）が含まれる。
これらの塩は、無限にリサイクルできる能力と室温での溶媒和への適性のため、優れたグリーン溶媒として産業界で注目されている。C4mimは、親化合物1-ブチル-3-メチルイミダゾールから、芳香族炭化水素基のイミダゾールの電子が1つ取り除かれたものである。このカチオンの安定性は、結果として生じる電子空孔が、不均一ではあるが芳香族炭化水素基全体に非局在化しているという点にある。

塩化1-ブチル-3-メチルイミダゾリウムの化学構造

## 特性
| 特性                     | 値   |
| ------------------------ | ---- |
| 水素結合受容体の数       | 0    |
| 水素結合供与体の数       | 0    |
| 回転可能な結合の数       | 3    |
| 分配係数(ALogP)          | 2.6  |
| 溶解度(logS, log(mol/L)) | -2.3 |
| 極性表面積(PSA, Å2)      | 8.8  |